# Mande quien mande
Mande quien mande (abreviado y estilizado como MQM) es un magacine peruano transmitido por la cadena América Televisión bajo la producción de ProTV Producciones, cuya sinopsis es de formato familiar, contando con secuencias propias y temas relacionados con la farándula peruana y los concursos locales. El elenco está conformado por María Pía Copello y Carlos Vílchez (en su personaje de «La Carlota») en la conducción y Mario Hart en la coconducción. 

## Historia
Tras la cancelación del magacín En boca de todos en octubre de 2022, América Televisión anunció un nuevo programa que sucedería al antecesor con el mismo formato. Al poco tiempo, ProTV Producciones dio a conocer a María Pía Copello y Carlos Vílchez, quien personifica al personaje de «La Carlota», como los conductores del nuevo proyecto que sería titulado bajo el nombre de Mande quien mande, quienes fueron oficializados en enero de 2023 informándose que la productora quedaría a cargo del desarrollo del proyecto.
Mande quién mande se emitió por primera vez el 6 de febrero de 2023 por el canal América, con la presentación de los conductores mencionados y Diego Rivera como coconductor compartiendo horario con la retransmisión de la telenovela mexicana Rubí. Sin embargo, el programa fue criticado debido al cambio del horario y la continuación de la dinámica de En boca de todos, en el cual se añade temas relacionados con la farándula peruana. Pese a ello, en su primera emisión contó como invitados a los artistas Gabriel Soto, Rebeca Escribens y Austin Palao.
En los primeros días, se introdujo el formado de concursos, uno de ellos basado en el formato Aló Gisela. En marzo de ese año, se estrenaron sus primeras secuencias Deseos de corazón, basado en la ayuda social con invitados especiales como el futbolista Hernán Barcos, y Reyes del swing, también en formato concurso, en donde participaron personas de la tercera edad. Además, incorporaron segmentos de justicia social por parte de la exfigura de ATV+ Katty Villalobos, quien fue nominada a los Premios Martín Fierro Latino.
Meses más tarde, Rivera renuncia al programa por motivos personales y es reemplazado por el cantante y personalidad televisiva Mario Hart, quien se suma a la coconducción, además de obtener críticas por su desempeño en el espacio y pasado personal, especialmente de parte de la influyente presentadora de espectáculos Magaly Medina.
En junio de 2023, el magacín estrenó su propio segmento de cocina bajo el nombre de A cocinar sabroso con el formato del programa culinario El gran chef famosos, además de la participación de los deportistas Jonathan Maicelo y Abel Lobatón. Sin embargo, volvió a recibir críticas por su falta de originalidad. Tras lo sucedido, durante su entrevista para el portal Infobae, Copello mostró un respaldo a la secuencia de su programa, calificándolo como «tendencia» en redes sociales. Seguidamente, se estrenó el segmento Gira corazón con la presencia del periodista deportivo Giancarlo Granda, quien asumiría el rol de jurado.
El programa fue parte de la realización del certamen Miss Grand Perú 2023, donde coronaron a la modelo  Luciana Fuster, entonces participante del reality show Esto es guerra.
Debido al éxito del cambio de formato a lo largo del 2023, en enero de 2024, Mande quien mande fue nominado en la categoría «Mejor programa de entretenimiento» por parte de los Premios Luces 2023.
Al mes siguiente, se estrenó la segunda temporada del formato manteniendo a Copello, Vílchez y Hart en la conducción y teniendo como invitada especial a la cantante de cumbia peruana Pamela Franco, quien fue parte de una entrevista dentro del espacio televisivo, producto de su escándalo comprometedor con el futbolista Christian Cueva.

## Temporadas
| Temporada | Temporada | Episodios | Episodios | Emisión original      | Emisión original        |
| Temporada | Temporada | Episodios | Episodios | Primera emisión       | Última emisión          |
| --------- | --------- | --------- | --------- | --------------------- | ----------------------- |
|           | 1         | 228       | 228       | 6 de febrero de 2023  | 22 de diciembre de 2023 |
|           | 2         | 76+       | 76+       | 12 de febrero de 2024 | —                       |
|           | 3         | —         | —         | 3 de febrero de 2025  | —                       |

## Presentadores

### Actuales
- María Pía Copello (2023-presente)
- Carlos Vílchez «La Carlota» (2023-presente)
- Mario Hart (2023-presente)

### Anteriores
- Diego Rivera (2023)
- «Juancho» (2023)[19]

### Invitados
- Luciana Fuster (2024)[20]
- Maricarmen Marín (2024)[20]

### Reporteros
- Manuel Paz Soldán «el Chino» (2023-presente)
- Katty Villalobos (2023)[21][22]
- Morelia García (2023-presente)

## Recepción
En su debut, alcanzó los picos de los 8.1 puntos de rating en la sección Hogares Lima y 7.5 en Hogares Lima y 6 ciudades según Kantar Ibope Media, ocupando el noveno lugar de los programas más vistos de su horario.
En julio de 2025, alcanzó 7.9 puntos en Lima más 6 ciudades según Kantar Ibope Media.

## Premios y nominaciones
| Año  | Premios                      | Categoría                           | Nominados         | Resultado | Ref.   |
| ---- | ---------------------------- | ----------------------------------- | ----------------- | --------- | ------ |
| 2023 | Premios Luces de El Comercio | «Mejor programa de entretenimiento» | Mande quien mande | Nominado  | [ 16 ] |
| 2023 | Premios Luces de El Comercio | Mejor conducción                    | María Pía Copello | Nominada  | [ 16 ] |